# 10,5 cm leFH 18
10,5 cm leFH 18 var en tysk lätt fälthaubits som användes under andra världskriget. Siffran 18 i modellbeteckningen skulle betyda att pjäsen hade antagits i tjänst under första världskrigets sista år, pjäsen utvecklades i själva verket 1929-30, denna omdatering av artilleripjäser var vanlig då Versaillesfreden förbjöd nyutveckling av bland annat artilleri. Eftersom pjäsen var konstruerad för att dras med hästspann fick den stel hjulaxel och hårda gummihjul. Det gjorde att pjäsen inte kunde bogseras efter lastbil i några högre farter. Ett vanligt dragfordon för pjäsen var halvbandvagnen SdKfz 6.